# 인도-중국 관계

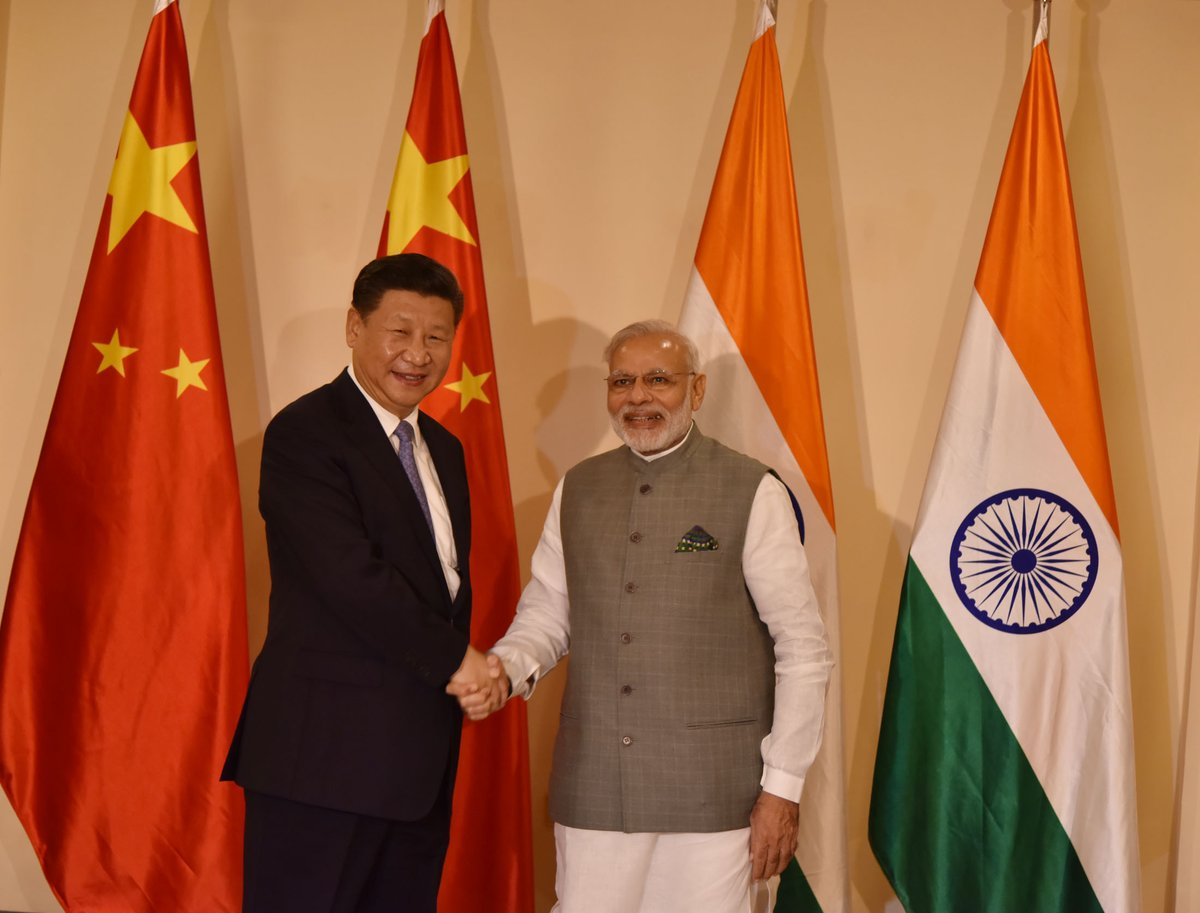

인도와 중국은 역사적으로 기록된 수천 년 동안 평화로운 관계를 유지해 왔지만, 현대에 이르러 특히 1949년 중국 공산당이 집권 한 이후에는 관계의 조화가 다양해졌다. 양국은 경제협력을 추구해 왔으며 빈번한 국경분쟁과 경제적 민족주의가 주요 쟁점이다.
중국과 인도의 문화 및 경제 관계는 고대로 거슬러 올라간다. 실크로드는 인도와 중국을 잇는 주요 교역로 였을 뿐만 아니라 인도에서 동아시아로 불교를 전파한 것으로도 알려져 있다. 19세기 동안 중국은 인도에서 재배된 아편을 수출하는 동인도 회사 와 성장하는 아편 무역에 관여했다. 제2차 세계 대전 중에 영국령 인도 와 중화민국 (ROC)은 일본 제국의 발전을 저지하는 데 결정적인 역할을 했다. 1947년 인도가 독립한 후 ROC와 관계를 수립했다. 현대 중국-인도 외교 관계는 1950년에 시작되었다. 그 때 인도는 중화 민국 과의 공식 관계를 종료하고 중국을 중국 본토 와 대만의 합법 정부로 인정한 최초의 비공산 국가 중 하나였다. 중국과 인도는 아시아의 주요 지역 강대국이자 세계에서 가장 인구가 많은 국가이자 가장 빠르게 성장 하는 주요 경제 국가이다. 외교적, 경제적 영향력이 커짐에 따라 양국 관계의 중요성이 높아졌다.

현대 중국과 인도의 관계는 국경 분쟁으로 특징지어지며 1962년 중국-인도 전쟁 등 군사 충돌로 이어졌다.  그러나 1980년대 후반 이후 양국은 성공적으로 외교 및 경제 관계를 재건했다. 2008년에 중국은 인도의 최대 교역 파트너가 되었으며 양국은 전략적 군사 관계도 확대했다.
2013년 이후 국경분쟁이 다시금 양국 관계의 중심으로 떠오르고 있다. 2018년 초, 두 군대는 분쟁 중인 부탄-중국 국경 을 따라 도클람 고원 에서 교전을 벌였다. 2020년 여름부터 중국-인도 국경 전체를 따라 여러 위치에서 무장 대치 및 소규모 교전 이 확대되었다. 갈완 계곡 에서 심각한 충돌이 발생하여 인도군 20명과 중국군 42명이 사망했다.
경제 및 전략적 유대가 확대되고 있음에도 불구하고 인도와 중국이 극복해야 할 많은 장애물이 있다. 인도는 중국에 유리한 무역 불균형에 직면해 있다. 두 나라는 국경 분쟁을 해결하지 못했고 인도 언론은 중국의 인도 영토 침범을 반복적으로 보도했다. 양국은 2020년 중국-인도 접전을 포함하여 국경 지역을 따라 군사 기반 시설을 꾸준히 구축했다.  또한 인도는 파키스탄과 중국의 강력한 전략적 양자 관계, 중국이 동북 인도의 분리주의자 그룹에 대한 자금 지원에 대해 경계하고 있는 반면, 중국은 분쟁 중인 남중국해 에서 인도의 군사 및 경제 활동에 대해 우려를 표명했다.

## 같이 보기
- 브릭스
- 친디아
- 중화인민공화국의 티베트 합병
- 인도-중국 국경 분쟁
- 악사이친